# Razanandrongobe sakalavae
Razanandrongobe  (il cui nome completo significa "antenato della grande lucertola di Sakalava") è un genere estinto di coccodrillo notosuco vissuto nel Giurassico medio, circa 167-164 milioni di anni fa (Bathoniano), in quella che oggi è la Formazione Sakaraha, Madagascar. Il genere contiene una singola specie, R. sakalavae, che rappresenta il genere noto più antico di Notosuchia.

## Etimologia
Il nome Razanandrongobe deriva dalla lingua malgascia: significa "antenato (Razana-) del grande (-be) sauro (-androngo-)". L'epiteto specifico sakalavae significa "dei Sakalava", l'etnia che abita la regione di Mahajanga dove sono stati trovati i fossili. Il nome completo significa quindi "antenato della grande lucertola di Sakalava".

## Descrizione
Razanandrongobe, come la maggior parte dei notosuchi, era probabilmente un animale terrestre con alcuni adattamenti al livello del cranio convergenti con i teropodi. Ciò che più ha impressionato i paleontologi sono i denti incredibilmente robusti dell'animale che probabilmente usava per frantumare le ossa. I dentelli, lungo i margini dei denti, sono molto consistenti; ancora più grandi di quelli di Tyrannosaurus. Una stima conservativa, afferma che il cranio fosse lungo circa un metro, e quindi l'intero animale fosse lungo almeno 5-6 metri.

## Storia della scoperta

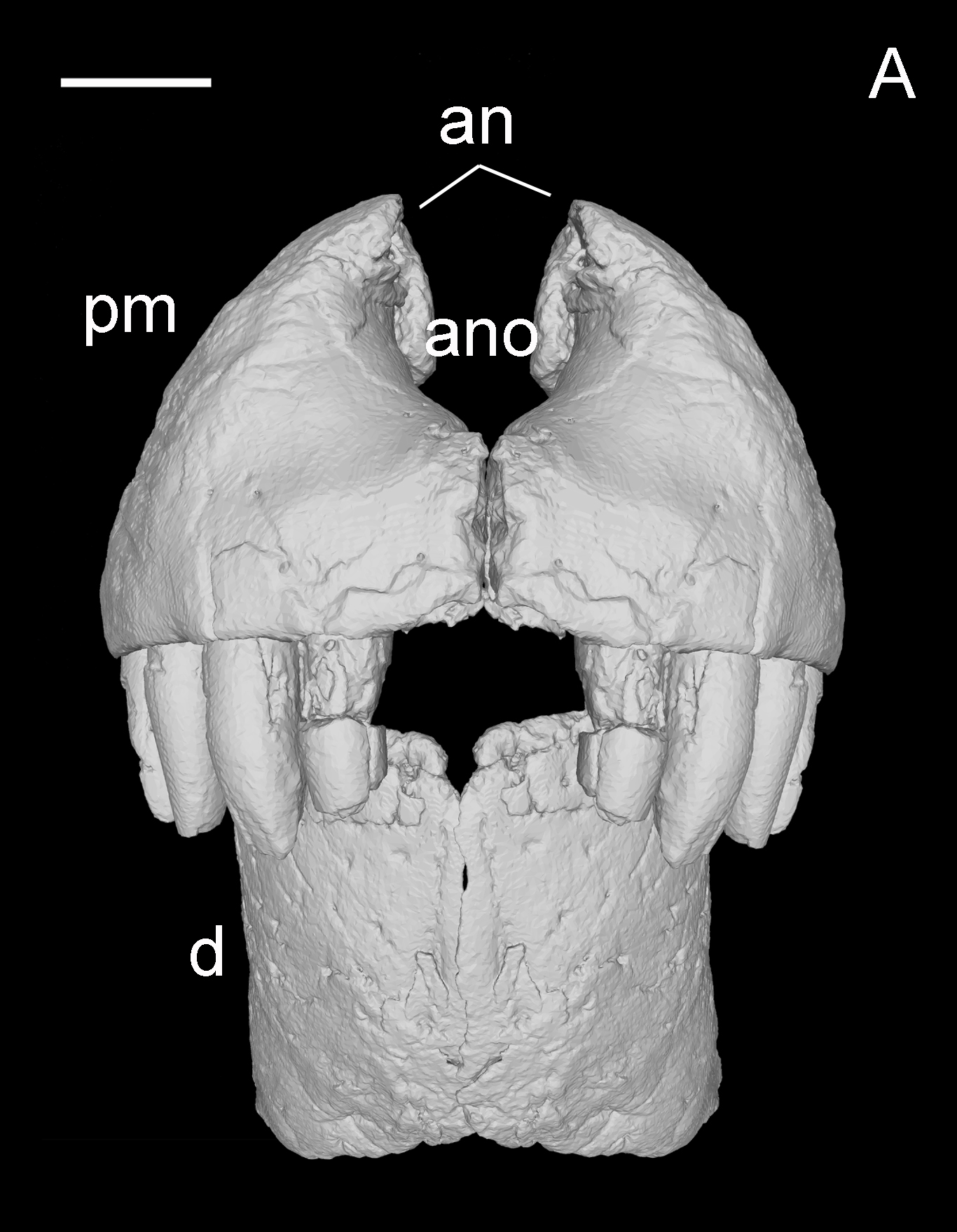
Vista frontale del muso di Razanandrongobe

Nel 2006, i paleontologi italiani Simone Maganuco, Cristiano Dal Sasso e Giovanni Pasini descrissero i resti frammentari di un grande arcosauro risalente al Giurassico medio del Madagascar. L'olotipo, MSNM V5770, comprendeva un frammento di mascellare e alcuni denti molto robusti, in parte analoghi a quelli dei tirannosauridi, e muniti di voluminosi denticoli marginali. Data la frammentarietà dei resti, Maganuco et al. non vollero sbilanciarsi sulla collocazione tassonomica di Razanandrongoe. La mascella dotata di alveoli, l'ampio palato secondario e i denti seghettati, erano chiaramente quelli di un archosauro, e tra di essi l'animale poteva rappresentare o un teropode o un crocodilomorfo. Tuttavia la mancanza di ulteriori resti on permise un'identificazione certa.
Tuttavia, nel 2017, grazie al ritrovamento di frammenti ossei analoghi da parte di alcuni paleontologi francesi, Dal Sasso et al. riuscirono finalmente a classificare l'animale. Il premascellare ritrovato, infatti, possiede una narice esterna non rivolta lateralmente, bensì anteriormente, ed è priva del ramo anteromediale. Quindi Razanandrongobe aveva una singola narice esterna, formata dalla confluenza delle due narici ancestrali, narice che era rivolta frontalmente sulla punta del muso. Nessun teropode possiede narici di questo tipo, mentre queste caratteristiche sono tipiche dei coccodrilli. Anche il dentale, munito di una lunga sinfisi mandibolare ed ornamentale lateralmente, è chiaramente riferibile ai crocodilomorfi. Sulla base di queste nuove prove paleontologiche Dal Sasso et al. descrivono Razanandrongobe come un enorme sebecosuco giurassico.

## Paleobiologia

### Dieta
I grandi e robusti denti di Razanandrongobe dimostrano chiaramente che questo animale era principalmente un carnivoro, che probabilmente era in grado di frantumare le ossa. Tuttavia è interessante notare che l'animale possedeva alcuni caratteri tipici degli onnivori e degli erbivori, come la forma ad "U" dell'arcata boccale, i denticoli marginali di grandi dimensioni portati su denti non compressi, e l'assenza di alveoli nella punta anteriori del dentale, che forse era ricoperta da una struttura cornea, indicando che l'animale potesse essere stato un onnivoro.

### Implicazione paleontologiche
Grazie alla sua posizione tassonomica, Razanandrongobe rappresenta il primo notosuco scoperto nel Giurassico, ovvero, il più antico membro noto del clade, che estende il record di questo gruppo di oltre 40 milioni di anni prima di quanto conosciuto finora. Razanandrongobe, quindi, colma un vuoto nell'evoluzione di questi rettili. Inoltre, la sua collocazione geografica, nella parte sud-orientale del Gondwana, quasi del tutto sconosciuta nel record giurassico medio, lascia intendere che i notosuchi hanno avuto origine in quella regione.